# Limanton
Limanton é uma comuna francesa na região administrativa de Borgonha-Franco-Condado, no departamento Nièvre. Estende-se por uma área de 45,43 km². Em 2010 a comuna tinha 243 habitantes (densidade: 5,3 hab./km²).